# Turm Triva

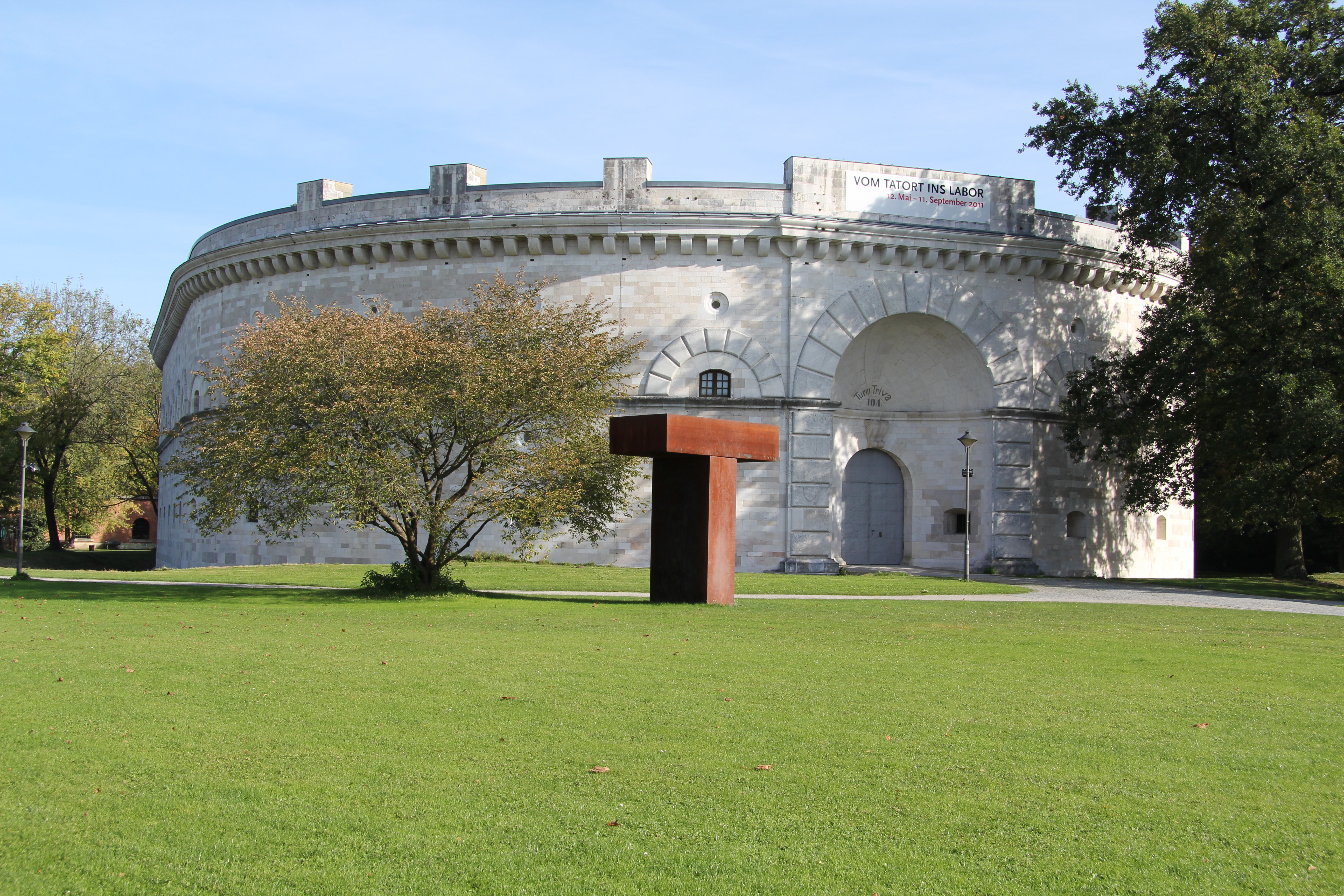
Der Turm Triva

Der Turm Triva ist ein klassizistischer Festungsbau der Landesfestung Ingolstadt. Er ist Teil der Befestigung am Brückenkopf und diente als östlicher Flankenturm des Reduit Tilly. Heute beherbergt er das Bayerische Polizeimuseum.

## Geschichte
Er wurde im zirkularen Stil zwischen 1828 und 1841 erbaut und ist nach dem bayerischen General und Kriegsminister Johann Nepomuk von Triva benannt. Die Außengestaltung stammt überwiegend von Leo von Klenze. Das vordem über dem Portal befindliche und seit Renovierung nicht mehr auffindbare Medusenhaupt war  von dem Münchner Bildhauer Ernst Mayer (wie auch die 26 Löwenkopf-Wasserspeier im Gesims über dem Hof vom Reduit Tilly) angefertigt worden.
Die Ausmaße des längsovalen Festungswerks mit Innenhof betragen 50 m × 79 m, die Dicke der Mauern beträgt bis zu 4 Meter. Ursprünglich diente das Gebäude mit seinen 58 Geschütz-Kasematten auf zwei Ebenen dazu, einen sich nähernden Feind auf Abstand zu halten. Zwischen 1889 und 1890 wurde der Turm Triva zu einer Kaserne umgebaut, nachdem ein weiterer Fortgürtel um Ingolstadt gebaut worden war. Nach dem Zweiten Weltkrieg diente das Gebäude, wie viele andere Festungsbauten in Ingolstadt, als Notunterkunft für Vertriebene und Flüchtlinge. Später beherbergte es Berufsausbildungsstätten, später verschiedene Gewerbebetriebe, darunter eine Papierrecyclingfirma.

## Heutige Nutzung
Die Sanierung des Bauwerks begann 1988 und war 1992 abgeschlossen, zum Beginn der Landesgartenschau. Der Turm Triva steht im Klenzepark. 
Seit dem 19. Dezember 2011 wird das Gebäude als Räumlichkeit für das Bayerische Polizeimuseum genutzt.